# Yüksel Yavuz

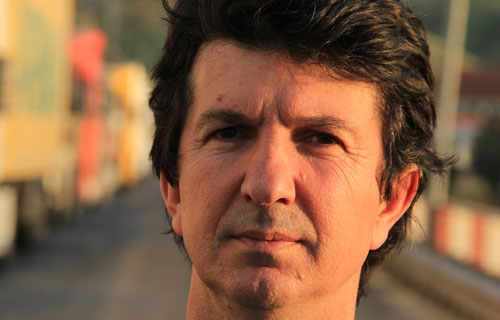
Yüksel Yavuz

Yüksel Yavuz (* 1. Februar 1964 in Karakoçan, Türkei) ist ein türkisch-deutscher Autorenfilmer kurdischer Abstammung.

## Leben
Yavuz, geboren und aufgewachsen in der Türkei, lebt seit 1980 in Deutschland. Er studierte Volkswirtschaft und danach Visuelle Kommunikation mit Schwerpunkt Film.
Mit Mein Vater, der Gastarbeiter (1994), einem autobiografischen Dokumentarfilm, legte Yavuz sein erstes filmisches Werk vor. Dieses wurde mehrfach ausgezeichnet, unter anderem mit dem ver.di-Fernsehpreis. 2023, also fast 30 Jahre nach seinem Erscheinungsdatum, wurde der Film im Sonderprogramm Forum Special Fiktionsbescheinigung an der Berlinale gezeigt.
Sein zweiter Langfilm war der Spielfilm Aprilkinder (1998). Der Film erhielt 1999  einen Sonderpreis bei den Baden-Badener Tagen des Fernsehspiels und den Publikumspreis beim Filmfestival Max Ophüls Preis.
Mit Kleine Freiheit (2003) folgte ein weiterer Spielfilm. Das Drama feierte seine Premiere in der Sektion Quinzaine des cinéastes (ehemals: Quinzaine des réalisateurs) am Filmfestival von Cannes.
Sein folgender Film, Close-Up – Kurdistan (2007), eine Nahaufnahme seiner kurdischen Heimat, wurde ebenfalls an mehreren Festivals gezeigt.
2024 ist er eingeladen, ein Filmprogramm am Film Festival Max Ophüls Preis in Saarbrücken zu kuratieren.

## Filmografie (Auswahl)
- 1994: Mein Vater, der Gastarbeiter
- 1998: Aprilkinder
- 1999: Beyaz mantolu adam
- 2003: Kleine Freiheit
- 2007: Close-Up – Kurdistan
- 2010: Sehnsucht nach Istanbul
- 2014: Hêvî (Hoffnung)
- 2017: Amed – Gedächtnis einer Stadt[12]

## Auszeichnungen (Auswahl)
- 1999: Sonderpreis bei den Baden-Badener Tagen des Fernsehspiels für Aprilkinder
- 1999: Publikumspreis beim Max-Ophüls-Festival für Aprilkinder
- 1999: Nominiert für den Max-Ophüls-Preis in der Kategorie Bester Film für Aprilkinder
- 2003: Nominiert für den Max-Ophüls-Preis in der Kategorie Bester Film für Kleine Freiheit[12]